# 水雷巡洋艦
水雷巡洋艦（すいらいじゅんようかん、英語: Torpedo cruiser）は、水雷兵器（特に魚雷）を主兵装とする巡洋艦。小型のものは水雷砲艦と称されており、排水量でいえば、水雷巡洋艦はおおむね1,000トン前後、水雷砲艦は500トン前後であったが、厳密な区別ではなかった。1880年代後半からは、味方の主力艦を護衛して水雷艇を撃退することも重視されるようになり、水雷巡洋艦よりは水雷砲艦が主流になっていった。最終的には、外洋域の水雷襲撃や水雷艇駆逐といった任務は、水雷艇を発展させた駆逐艦によって行われるようになった。

## 概要
19世紀後半には、艦砲の技術の発達にもかかわらず、装甲技術も発達していたことためにその効果があまり上がらず、重砲でも大型の装甲艦を撃破することは難しくなっていた。一方、この時期には水雷兵器が発達し、イギリス海軍は1872年にホワイトヘッド式魚雷を採用して、まず当時のフリゲートに装備した。露土戦争中の1878年には、ロシア帝国海軍のマカロフ大尉が指揮する艦載水雷艇がオスマン帝国海軍の砲艦を襲撃し、イギリスから輸入したホワイトヘッド式魚雷によってこれを撃沈したことで、史上初の魚雷による戦果が記録された。
大陸ヨーロッパでは新造艦艇への搭載も進められており、例えば1875年にドイツ帝国海軍の発注によってテムズ鉄工造船所で起工された「ツィーテン」 (SMS Zieten) は、排水量1,152トンで艦首尾にそれぞれ1門ずつの381mm魚雷発射管を備えており、公称艦種としては通報艦とされるものの、実質的には最初期の水雷巡洋艦とされている。また同年にはイタリア海軍も「ピエトロ・ミカ」（526.5トン）を起工したものの、所定の速力を発揮できず、失敗であった。またフランス海軍も1883年よりコンドル級（1,229トン）を起工したほか、ロシア海軍もこれを手本にして1885年に「レイテナーント・イリイーン」を起工した。
イギリス海軍でも、非武装の通報艦として建造されていたサプライズ級に雷装を追加するとともに、1883-84年度計画では、これを元にした水雷巡洋艦としてスカウト級2隻を建造した。また1884-85年度追加計画でアーチャー級6隻、1885-6年度計画で更に2隻が建造されたほか、1888-89年度計画では高速化したバラクータ級4隻と改良型のバーラム級2隻が建造された。これらの水雷巡洋艦は、基本的に、水雷艇の行動が難しい外洋域での魚雷発射プラットフォームとしての任を負っていた。しかし当時の魚雷の性能では目標に数百メートルまで接近する必要があったが、巡洋艦ではそのような肉薄攻撃に必要な隠密性や機動力が足りず、一方で艦型が小さいために航洋性も決して十分ではなかったため、やや中途半端な存在でもあった。このためもあり、バーラム級を更に発展させて1893年度計画で建造されたピローラス級では雷装を削減する一方で艦砲を強化し、通常の防護巡洋艦（3等巡洋艦）とされた。
一方、水雷艇の普及とともに、それらの襲撃から主力艦を防護する必要が生じたことから、1880年代後半からは、水雷巡洋艦を元に小型・高速化を図った水雷砲艦が登場した。しかしこれは外洋での航洋性が十分でなく、また小型の艦に大出力の機関を搭載するため、振動などのトラブルが絶えなかった。一方、敵の水雷艇の攻撃を防ぐには、より大型・強力な水雷艇をもってするのが効果的であるという考え方で登場したのが水雷艇駆逐艦であり、イギリス海軍が1892年度計画で建造した「ハヴォック」と「デアリング」が端緒となった。これらはのちに単に駆逐艦と呼ばれるようになったが、当時のいかなる水雷艇よりも大型・強力かつ高速であり、後には水雷巡洋艦と同様に外洋域での水雷襲撃も担当するようになっていった。